# Iwanowka (Baschkortostan, Sterlibaschewski)
Iwanowka (russisch Ивановка; baschkirisch Ивановка) ist eine Derewnja (Dorf) in der russischen Republik Baschkortostan. Der Ort gehört zur Landgemeinde Aidaralinski selsowet im Sterlibaschewski rajon.

## Geographie
Iwanowka befindet sich 14 Kilometer südwestlich vom Rajonzentrum Sterlibaschewo. Der Gemeindesitz Aidarali liegt vier Kilometer südlich. Die nächste Bahnstation ist Sterlitamak an der Strecke von Ufa nach Orenburg 64 Kilometer nordöstlich.

## Bevölkerungsentwicklung
| Jahr | Einwohner |
| ---- | --------- |
| 1968 | 41        |
| 2002 | 2         |
| 2010 | 2         |

Anmerkung: Volkszählungsdaten, 1968: Fortschreibung